# NRS social grade
Le NRS social grade est un système de classification démographique utilisé dans le Royaume-Uni. Développé à l'origine par le National Readership Survey (NRS) pour classer les lecteurs, mais est maintenant utilisé par de nombreuses autres organisations pour des applications plus larges et est devenu un standard pour l'étude de marché. Il a été développé dans les années 1950 et son utilisation généralisée au 20e siècle en Grande-Bretagne. Leur définition est désormais maintenu par la Market Research Society.
La caractéristique distinctive de ce système de classification, c'est qu'il est basé sur la profession. 

## Les classes
Les classifications sont fondées sur l'occupation du chef de ménage.
| Note | Classe sociale                 | Profession du chef de famille                                                                               | Fréquence en 2008 |
| ---- | ------------------------------ | --- | ----------------- |
| A    | classe moyenne supérieure      | Cadre supérieur, profession administrative ou libérale supérieure                                           | 4%                |
| B    | classe moyenne                 | Cadre moyen, profession administrative ou libérale intermédiaire                                            | 23%               |
| C1   | classe moyenne inférieure      | Employé de bureau ou de l'administration, cadre inférieur, profession administrative ou libérale inférieure | 29%               |
| C2   | classe ouvrière qualifiée      | Ouvriers qualifiés                                                                                          | 21%               |
| D    | classe ouvrière                | Ouvriers semi-qualifiés et non qualifiés                                                                    | 15%               |
| E    | Plus bas niveau de subsistance | Chômeurs, veuves, travailleurs à temps partiel et les moins qualifiés                                       | 8%                |

Les catégories sont souvent regroupées en ABC1 et C2DE, ils sont utilisés pour désigner la classe moyenne et la classe ouvrière respectivement. Seulement 2% environ de la population du Royaume-Uni est identifié comme classe supérieure, et ce groupe n'est pas distingué des autres par ce schéma de classification.

## Évolution
| Année | Population A et B | Population C1 | Population C2, D et E |
| ----- | ----------------- | ------------- | --------------------- |
| 1968  | 12                | 22            | 65                    |
| 1978  | 16                | 22            | 62                    |
| 1988  | 18                | 23            | 59                    |
| 1998  | 21                | 28            | 52                    |
| 2008  | 27                | 29            | 45                    |

## Pertinence
L'indice NRS est largement utilisé dans les sondages ou le ciblage publicitaire, la classe moyenne rassemblant les catégories A, B et C1, et la classe ouvrière les catégories C2, D et E. Cependant, il a été conçu dans les années 1950, et n'est plus forcément pertinent pour désigner la société du XXIe siècle. Ainsi, un employé de bureau avec un salaire proche du minimum sera compté dans les classes moyennes, et un ouvrier dans l'aéronautique très bien payé sera compté dans la classe ouvrière. Par ailleurs, seulement 51 % des ABC1 se considèrent comme faisant partie de la classe moyenne, contre 25 % des C2DE, alors que 41 % des ABC1 et 66 % des C2DE pensent faire partie de la classe ouvrière.
Bien que l'indice NRS soit dépassé, aucun système plus pertinent ne l'a remplacé.